# Римски имена

## Имена на римските граждани

### Мъжки имена
В класическите времена пълното римско мъжко име обикновено се състояло от 3 компонента: лично име, или първо име (на латински: praenomen), родово име или второ име (на латински: nomen), и прозвище или трето име, или име на рода (на латински: cognomen).

#### Лично име
Личното име е било подобно на съвременните мъжки имена. Римляните употребявали неголям брой лични имена (18 имена от общо 72); като правило, те имали древен произход, но в класическата епоха значението на повечето от тях, било забравено. В надписите личните имена почти винаги се пишели съкратено (1 – 3 букви).
| Лично име | Съкращение   | Произход                                                                                                |
| --------- | ------------ | --- |
| Appius    | App.         | Апий; според преданието, това име произлязло от сабинското Atta и в Рим е пренесен от рода на Клавдиите |
| Aulus     | A. или Avl.  | Авл; в народния език съществувала архаична форма Olus, така че за съкращение на това име е служило и О. |
| Decimus   | D. или Dec.  | Децим; архаическо Decumos; от редното числително „десети““                                              |
| Gaius     | C.           | Гай; много рядко се съкращава до G.                                                                     |
| Gnaeus    | Cn.          | Гней; архаическа форма Gnaivos; много рядко се съкращава до Gn.; среща се и формата Naevus, Naeus       |
| Kaeso     | К.           | Кезон                                                                                                   |
| Lucius    | L.           | Луций; архаическо Loucios                                                                               |
| Mamercus  | Mam.         | Мамерк; име от оскски произход, употребявало се е само в рода на Емилиите                               |
| Manius    | M`.          | Маний; знакът, във вид на апостроф горе вдясно е остатък от старо изписване на буквата М                |
| Marcus    | M.           | Марк; среща се изписано и като Marqus                                                                   |
| Numerius  | N.           | Нумерий; оскски произход                                                                                |
| Publius   | P.           | Публий; архаическо Poblios, съкращава се е като Po.                                                     |
| Quintus   | Q.           | Квинт; в просторечието Cuntus, среща се и като Quinctus, Quintulus; от редното числително „пети“        |
| Servius   | Ser.         | Сервий                                                                                                  |
| Sextus    | Sex.         | Секст; от редното числително „шести“                                                                    |
| Spurius   | S. или Sp.   | Спурий; може да бъде употребено и не като лично име, а в своето изконно значение на „извънбрачен“       |
| Titus     | T.           | Тит |
| Tiberius  | Ti. или Tib. | Тиберий                                                                                                 |

Останалите лични имена се използвали рядко и обикновено се изписвали напълно: Agrippa, Ancus, Annius, Aruns, Atta, Cossus, Denter, Eppius, Faustus, Fertor, Herius, Hospolis, Hostus, Lar, Marius, Mesius, Mettus, Minatius, Minius, Nero, Novius, Numa, Opiter, Opiavus, Ovius, Pacvius (Paquius), Paullus, Pescennius (Percennius), Petro, Plancus, Plautus, Pompo, Popidius, Postumus, Primus, Proculus, Retus, Salvius, Secundus, Sertor, Statius, Servius, Tertius, Tirrus, Trebius, Tullus, Turus, Volero, Volusus, Vopiscus. Личното име Pupus (момче) се употребявало само по отношение на деца.
Момчето получавало лично име на осмия или деветия ден от раждането си. Съществувала традиция да се дава лично име само на първите четири деца от мъжки пол, на останалите в качеството на лично име можело да се използват редните числителни: Quintus (пети), Sextus (шести), Septimus (седми), Octavius (осми), и Decimus (десети). С времето тези имена започнали да се употребяват масово, т.е. превърнали се в лични и така, невинаги човек с името Секст бил шести син в семейството. Като пример може да се посочи пълководеца Секст Помпей, който е втори син на първия триумвир Гней Помпей Велики.
Често най-големия син получавал личното име на баща си. През 230 пр.н.е. тази традиция била закрепена с постановление на сената, така че станало правило личното име на бащата да преминава към най-големия син. Например император Октавиан Август носи, също какво и своите прапрадядо, прадядо, дядо и баща името Гай.
В някои родове се употребявали ограничен брой лични имена. Примерно, при Корнелиите Сципиони се използвали само Гней, Луций и Публий, при Клавдиите Нерони – само Тиберий и Децим, при Домициите Ахенобарби – само Гней и Луций.
Личното име на престъпник е можело да бъде завинаги изключено от рода, към който принадлежи. По тази причина в патрицианския род на Клавдиите не се използва името Луций, а в патрицианския род на Манлиите – името Марк. С постановление на сената, след падението на триумвира Марк Антоний, името Марк е завинаги изключено от рода на Антониите.

#### Второ, родово име
| Произход        | Окончание | Примери              |
| --------------- | --------- | -------------------- |
| римското        | -ius      | Tullius, Julius      |
| римското        | -is       | Caecilis             |
| римското        | -i        | Caecili              |
| сабински-оскски | -enus     | Alfenus, Varenus     |
| умбрско         | -as       | Maenas               |
| умбрско         | -anas     | Mafenas              |
| умбрско         | -enas     | Asprenas, Maecenas   |
| умбрско         | -inas     | Carrinas, Fulginas   |
| етруско         | -arna     | Mastarna             |
| етруско         | -erna     | Perperna, Calesterna |
| етруско         | -enna     | Sisenna, Tapsenna    |
| етруско         | -ina      | Caecina, Prastina    |
| етруско         | -inna     | Spurinna             |

Родовото име е било названието на рода и съответства приблизително на днешните фамилни имена. Посочвало се във вид на прилагателно от мъжки род и през класическата епоха завършва на -ius: Tullius – Тулий (от рода на Тулиите), Julius – Юлий (от рода на Юлиите); по време на Република се срещат и окончание като -is, -i. Родовите имена от неримски произход имат различни от посочените окончания.
В надписите родовите имена като правило се изписват напълно. По време на Римската империя се съкращават родовите имена само на много известни родове: Aelius – Ael., Antonius – Ant. или Anton., Aurelius – Avr., Claudius – Cl. или Clavd., Flavius – Fl. или Fla., Julius – I. или Ivl., Pompeius – Pomp., Valerius – Val., Ulpius – Vlp.
Общото число на родовите имена, според Варон, достигало до хиляда. Повечето родови имена имат древен произход, който с времето е забравен. Само няколко имат определен смисъл: Asinius от asinus (магаре), Caelius от caecus (сляп), Caninius от canis (куче), Decius от decem (десет), Fabius от faba (боб), Nonius от nonus (девети),
Octavius от octavus (осми), Ovidius от ovis (овца), Porcius от porca (свиня), Septimius от septimus (седми), Sextius и Sextilius от sextus (шести), Suillius от suilla (свинско).
От I век пр.н.е., когато в Рим се появяват предпоставки за преход от републиканска форма на управление към единовластие, и лицата, завладяли върховната власт, започват да обосновават своето право на власт с древен произход. Юлий Цезар, напр., казва, че неговия род по бащина линия произлиза от боговете: Юпитер – Венера – Еней – Юл – родът на Юлиите, а по майчина линия от царете: от Анк Марций произлизат Марции Рекс (лат. rex – цар).

#### Трето име
Индивидуалното прозвище давано на някои от представителите на рода често преминавало към потомството и става название на семейство или отделен клон от рода: Cicero – Цицерон, Caesar – Цезар. Например, към рода на Корнелиите принадлежат семействата на Сципионите, Руфините, Лентули и т. д. Наличието на трето име не е задължително и в някои от плебейските родове (при Мариите, Антониите, Октавиите, Серториите и др.) личните прозвища, като правило отсъстват. Въпреки че отстъствието на трето име е било изключение от правилото, тъй като много от родовете в Рим, тъй като имат древен произход, всеки от тях имал по няколко.
Тъй като личното име на бащата преминава към най-големия син, за да се отличават сина от бащата, се наложило да се добави и трето име. В надписите се срещат Луций Сергий Първи, Квинт Емилий Втори; в един надпис дядо, син и внук се наричат Квинт Фулвий Рустик, Квинт Фулвий Атиан и Квинт Фулвий Каризиан.
Третото име възниква значително по-късно от личните и родовите имена и поради това тяхното значение с повечето случаи е ясно. Те могат да обозначават произхода на рода (Фуфиите се преселват в Рим от кампанския град Cales и поради това имат трето име Calenus), паметни събития (в плебейския род Муции се появява третото име Scaevola (левичар, левак) след като през 508 пр.н.е. по време на война с еструските Гай Муций изгаря своята ръка на огън, за да уплаши враговете и техния цар Порсен), външността (Crassus – дебел, Celsus – висок, Paullus – невисок, Rufus – риж, Strabo —кривоглед; Nasica – остронос и др.), характера (Severus – жесток, Probus – честен и др.).

#### Втори прякор
В древен Рим имало и случаи когато един човек има 2 прозвища, второто от които се нарича втори прякор (лат. agnomen). Появата на втори прякор е обусловена донякъде от факта, че най-възрастният син често наследява всички три имена на баща си и така в едно семейство може да има няколко души с еднакви имена. Примерно, и бащата и сина на знаменития оратор Марк Тулий Цицерон също се казвали Марк Тулий Цицерон.
Вторият прякор най-често е лично прозвище, в случаите когато третото име е наследствено. Понякога римляните получавали втори прякор за някои особени заслуги. Примерно Публий Корнелий Сципион в чест на победата, удържана над Ханибал в Африка през 202 пр.н.е., започва да се нарича Африкански (лат. Africanus, аналогично на прозвищата на руските пълководци— Александър Невски, Дмитрий Донски). Lucius Aemilius Paullus получава прозвището Macedonicus за победата си над македонския цар Персей през 168 пр.н.е. Диктаторът Сула сам присъединява към своето име втори прякор Felix (щастлив), и така неговото пълно име става Lucius Cornelius Sulla Felix. Вторият прякор Felix от лично прозвище се превръща в наследствено (консулът от 52 г. Faustus Cornelius Sulla Felix).
По правило, втори прякор имали членовете на древни и знатни родове, наброяващи много разклонения и трети имена. В такива родове трети имена понякога почти се сливал с родовото име и се употребявал неразделно от него за названието на рода. Известния плебейски род Цецилий (Caecilii) имал древно трето име Metellus, значението на който било забравено. Това трето име се сляло с названието на рода, който започнал да се нарича Цецилии-Метел. Естествено, че почти всички членове на този род имали втори прякор.
Много разклонения имал патрицианския род на Корнелиите. Един от членовете на този род получил прозвището Scipio (тояга, жезъл, скиптър), защото бил водач на слепия си баща и му служел вместо тояга. Третото име Scipio останал и за неговите потомци, и с течение на времето Корнелиите Сципиони заели видно място в своя род и получили втори прякор. В III век пр н. е. Гней Корнелий Сципион получил втори прякор Asina (магарица) заради това, че завел във вид на залог на Форума магарица, натоварена със злато. Прозвището Asina преминало и към неговия син Публий (Publius Cornelius Scipio Asina). Друг представител на Корнелий Сципионите получил прозвището Nasica (остроносия), което преминало и към неговите потомци и останало да служи за название на този клон на рода, и така в рода на Корнелиите от клона на Сципионите се отделили Сципионите Назики. Естествено, че Сципионите Назики получили и индивидуално прозвище – още едно трето име, така че пълното им име е могло вече да се състои от пет имена: Publius Cornelius Scipio Nasica Serapio, консул 138 пр.н.е.; прозвището Serapio (от египетския бог Серапис) му дал народния трибун Куриаций за неговата прилика с търговците на жертвени животни.
Някои лица имали по две родови имена, и това се получавало в резултат на осиновяване. По римски обичай, осиновеният приемал личното име, родовото име и третото име на този, който го осиновява, а своето родово име съхранявал в изменен вид със суфикса -an-, което заемало мястото на втори прякор. Гай Октавий, бъдещия император Август, след осиновяването си от Гай Юлий Цезар получил името Gaius Julius Caesar Octavianus – Гай Юлий Цезар Октавиан.

### Женски имена
В периода на късната република и империята жените нямат свои лични имена. Женските имена са женската форма на родовото име: Tullia – Тулия (от рода на Тулиите, напр., дъщерята на Марк Тулий Цицерон), Julia – Юлия (от рода на Юлиите, напр., дъщерята на Гай Юлий Цезар), Cornelia – Корнелия (от рода на Корнелиите, напр., дъщерята на Публий Корнелий Сципион). Тъй като, по този начин всички жени от един рода имат едно име, то в рамките на рода те се различават по възрастта си. Когато в семейството се появи друга дъщеря, то към нейното име се добавя лично име: Minor (младша) и Major (старша); другите сестри се наричали Secunda (втора), Tertia (трета), Quintilla (пета) и т.н.; личното име Minor е само за най-младата.
Омъжената жена запазва своето име, но към него добавя третото име на мъжа си: Cornelia, filia Cornelii, Gracchi – Корнелия, дъщеря на Корнелий, (жена) на Гракх.
Знатните жени са можели да носят, освен родовото име и третото име на своя баща; например, жената на Сула била дъщеря на Луций Цецилий Метела Далматика и се наричала Цецилия Метела, жена на император Август била дъщеря на Марк Ливий Друз Клавдиан и се наричала Ливия Друзила.

## Имена на робите
В древността робите нямали индивидуални имена. Юридически робите се считали за деца на господаря си и били толкова безправни, колкото и всички членове на фамилията. Така се образували архаичните робски имена, съставени от личното име на господаря, баща на фамилията, и думата puer (момче, син): Gaipor, Lucipor, Marcipor, Publipor, Quintipor, Naepor (Gnaeus = Naeos + puer), Olipor (Olos – архаична форма личното име Aulus).
С нарастването на робовладението възникнала необходимостта от лични имена за робите. Най-често робите съхранявали това име, което носили, докато още живели като свободни люде. Много често римските роби имали имена от гръцки произход: Александър, Антигон, Хипократ, Диадумен, Музей, Фелодеспот, Филокал, Филоник, Ерот и др. Гръцки имена понякога се давали на роби-варвари.
Името на роба може да показва неговият произход или месторождение: Dacus – дакиец, Corinthus – коринтянин, Сир (родом от Сирия), Гал (роден в Галия), Фрикс (от Фригия); срещат се в някои надписи робски имена катоPeregrinus – чуждоземец.
На робите се давали имена и на митични герои: Ахил, Хектор; названия на растения или камъни: Адамант, Сардоник и др. т. Вместо име роба могъл да има прозвище „Първи“, „Втори“, „Трети“.
Известно е, че съдбата на робите в Рим била много тежка, въпреки това то не се отразило на имената на робите, в които не се откриват издевателски прякори. Напротив, у робите се срещат имена като: Felix и Faustus (щастлив). Очевидно, тези прозвища, станали имена, получавали само тези роби, живота на които преминал сравнително удачно. В надписите се упоминават: Фауст, пекар на Тиберий Германик, и Фауст, завеждащ парфюмерийната лавка на своят господар Попилий, Феликс, завеждащ украшенията на Гай Цезар, друг Феликс, управител на владенията на Тиберий Цезар, и още един Феликс, надзирател в тъкачницата за вълнените платове на Месалина; дъщеря на един роб от дома на Цезар се назовавали Фортунат и Фелица.
Нееднократно у роби се среща име Ingenus или Ingenuus (свободнороден). При роби, родени в робство, се срещат имена Vitalio и Vitalis (жив).
Нямало никакви твърди правила по отношение на имената на робите. Затова при покупка на роб в официалните документи неговото име се съпровождало с уговорката „или с каквото друго име той се е наричал“ (лат. sive is quo alio nomine est).
В надписите след името на роба се указват името на господаря в родителен падеж и занаята на роба. След името на господаря стои думата servus (роб) винаги съкратено на ser, и много рядко s, също то може да стои между двете трети имена на господаря; въобще строг порядък на думите няма. Думата „роб“ често съвсем отсъствува; по правило, тази дума я няма у роби, принадлежащи на жени. Напр., Euticus, Aug(usti) ser(vus), pictor – Евтик, роб на Август (императорски роб), живописец, Eros, cocus Posidippi, ser(vus) – Ерот, готвач, роб на Посидип, Idaeus, Valeriae Messalin(ae) supra argentum – Идей, касиер на Валерия Месалина.
Продаденият роб запазвал родовото име или третото име на своя предишен господар в изменен вид със суфикс -an-: Philargyrus librarius Catullianus – Филаргир, писар, купен от Катул.

## Имена на освободените роби
Освободеният роб (т. е. роб, получил свобода) придобивал личното и родово име на бившия си господар, който ставал и негов патрон, а своето предишно име запазвал като трето име. Така, секретаря на Цицерон Тирон, освободен от робство, се наричал: M. Tullius M. libertus Tiro – Марк Тулий освободен от Марк Тирон. Роб на име Апел, освободен от Марк Маней Прим, започнал да се нарича Марк Маней Апел. Робинята Басса, освободена от Луций Гостилий Памфил, получила име Гостилия Басса (лично име жените нямали). Луций Корнелий Сула пуснал на свобода десет хиляди роби, принадлежали на лица, загинали по време на проскрипции; всички те получили име Луций Корнелий (знаменита „армия“ от десет хиляди Корнелиевци).
В надписи често се срещат имена на императорски освободени роби: пекарят Гай Юлий Ерот, шивачът на театрални костюми Тиберий Клавдий Диптер, завеждащият триумфалните бели одежди на императора Марк Кокцей Амброзий, завеждащият ловните дрехи на императора Марк Улпий Евфросин, завеждащият приема на приятелите на императора Марк Аврелий Сукцес и др.
В надписи между второто и третото име на освободения роб съкратено се указва личното име на господаря и се изписва l или lib (= libertus), много рядко се изписва и името на триба: Q(uintus) Serto[rius], Q(uinti) l(ibertus), Antiochus, colonus pauper – Квинт Серторий Антиох, освобождава роба Квинт, беден колон. В редки случаи вместо личното име на бившия господар стои неговото трето име: L(ucius) Nerfinius, Potiti l(ibertus), Primus, lardarius – Луций Нерфиний Прим, освобождава Потит, колбасар. Освободените от императорския дом роби в надписте се обозначават съкратено Avg l (Avg lib), т. е. Augusti libertus (след родовото име или след третото име): L(ucio) Aurelio, Aug(usti) lib(erto), Pyladi, pantomimo temporis sui primo – Луций Аврелий Пилад, императорски освободен роб, първи пантомимик на своето време.
Рядко се срещат освободени роби с две трети имена: P(ublius) Decimius, P(ublii) l(ibertus), Eros Merula, medicus clinicus, chirurgus, ocularius – Публий Децимий Ерот Мерула, освободен роб на Публий, лекар-терапевт, хирург, окулист.
Освободените робини жени в надписите са обозначавани със съкращението Ɔ • L (обърнатата буква С представлява остатък от архаичното женско лично име Gaia): L(ucius) Crassicius, Ɔ (= mulieris) l(ibertus), Hermia, medicus veterinarius – Луций Красиций на Хермия, освободен роб на жена, ветеринарен лекар.
Освободените роби на градовете в качеството на родово име получавали името Publicius(от publicus – обществен) или името на града: Aulus Publicius Germanus, Lucius Saepinius Oriens et Lucius Saepinius Orestus – освободени роби на града Сепина в Италия.
Лекари, служители на божеството Ескулап (гр. Асклепий), обикновено носили неговото име. Например, Гай Калпурний Асклепиад – лекар от Прузи на Олимп, получил римско гражданство от император Траян. Трябва да се има предвид, че името Асклепий, или Асклепиад, не всякога е принадлежало на лекари: в един надпис се среща името Асклепиад, роб на Цезар, обработващ мрамор.
Освободените роби на корпорации съхранявали в имената си техните названия: освободените роби на корпорацията на тъкачите и камериерите (fabri centonarii)се наричали Fabricii и Centonii.